# زانکت گورگن ام فیلمانسباخ
زانکت گورگن ام فیلمانسباخ (به آلمانی: Sankt Georgen am Fillmannsbach) یک منطقهٔ مسکونی در اتریش است که در برونو آم این واقع شده‌است. زانکت گورگن ام فیلمانسباخ ۷٫۱۹ کیلومتر مربع مساحت دارد ۴۸۸ متر بالاتر از سطح دریا واقع شده‌است.